# اورخون (دارخان‌اول)
شهرستان اورخون (به زبان مغولی: Орхон сум، [Orxon sum]؛ ᠣᠷᠬᠤᠨ ᠰᠤᠮᠤ، [orqun sumu]) یک شهرستان (سُوم) در مغولستان است که در استان دارخان‌اول واقع شده‌است. اورخون ۴۷۸ کیلومتر مربع مساحت دارد.

## تقسیمات اداری
شهرستان اورخون متشکل از ۲ قصبه (باغ) می‌باشد، شامل:
- اِنختال (مغولی: Энхтал баг، [Enxtal bag]؛ ᠡᠩᠬᠡᠲᠠᠯ ᠪᠠᠭ، [engketal baɣ])
- بایان‌اولجیت (مغولی: Баян-Өлзийт баг، [Bajan-Ölzijt bag]؛ ᠪᠠᠶᠠᠨ ᠥᠯᠵᠡᠶᠢᠲᠦ ᠪᠠᠭ، [bayan öljeyitü baɣ])